# Macrosiphoniella kaufmanni
Macrosiphoniella kaufmanni är en insektsart som beskrevs av Carl Julius Bernhard Börner 1940. Macrosiphoniella kaufmanni ingår i släktet Macrosiphoniella och familjen långrörsbladlöss. Inga underarter finns listade i Catalogue of Life.